# Vukovoj
Vukovoj je selo u općini Klenovnik u čijem se bližem okružju nalazi crkvica svetoga Vuka Regensburškoga te stanište strogo zaštićene domaće vrste bilja, Crnkaste sase.

## Zemljopis
Uz Vukovoj postoje zaseoci Pintarići, Ljubići, Evačići, Kolareki, Oreški i Divjaki. Pokraj Vukovoja teče jedna od pritoka rječice Šarnice kao prirodna granica prema susjednom selu Plemenšćini, druga pritoka teče tik uz selo. Rječica Reka čini prirodnu granicu prema području naselja Rijeke Voćanske, a Mala sutinska prema Zlogonjama i naselju Goranec.

## Stanovništvo
Selo ima 158 stanovnika (2001.) u 49 kućanstava i 55 kuća. Godine 1991. u selu su živjela 174 stanovnika.
| broj stanovnika | 265   | 288   | 303   | 326   | 423   | 477   | 484   | 457   | 416   | 399   | 348   | 305   | 255   | 174   | 158   | 109   | 81    |
|                 | 1857. | 1869. | 1880. | 1890. | 1900. | 1910. | 1921. | 1931. | 1948. | 1953. | 1961. | 1971. | 1981. | 1991. | 2001. | 2011. | 2021. |

## Crkvica sv. Vuka
Crkvica svetoga Vuka Regensburškoga (Wolfgang, pučki Bolfenk, Bolfink) sagrađena je znatno prije 1508., koja je godina upisana na desnoj konzoli u njenoj unutrašnjosti. Sv. Vuk je bio jedan od najomiljenijih svetaca u Njemačkoj, a ova crkvica je najjužnije svetište u svijetu posvećeno ovome svecu. Crkvica je sagrađena na istoimenom vrhu, visine 475 m i danas pripada župi Presvetoga Trojstva u Klenovniku, bednjanski dekanat, Varaždinska biskupija. Uz put prema crkvici nalaze se mirila.
Sveti Vuk je sam, a pokatkad i u svetačkoj skupini 14 svetih zagovornika, štovan kao zaštitnik od mnogih bolesti, posebice pak protiv neplodnosti, krvarenja, rođenja nakaznih, a utječu mu se i drugi bolesnici i nedužno osuđeni. Zanimljivo je da ga zazivaju u pomoć i kod požara i nevremena. Na temelju njegova životopisa prikazuje se kao biskup s biskupskim insignijama i knjigom ili modelom crkve na dlanu te sa sjekirom, kamenom ili vukom uz noge.
Mještani su 1674. osnovali Bratovštinu sv. Wolfganga i njihova se imena nalaze zapisana na drvenoj kartuši na pobočnom oltaru sv. Marije. Rad udruge se trenutačno obnavlja.

## Poznate osobe
- Nedjeljko Pintarić, ravnatelj Glasa Koncila